# Ceriale
Ceriale is een gemeente in de Italiaanse provincie Savona (regio Ligurië) en telt 5765 inwoners (31-12-2004). De oppervlakte bedraagt 11,2 km², de bevolkingsdichtheid is 479 inwoners per km².
De volgende frazioni maken deel uit van de gemeente: Peagna.

## Demografie
Ceriale telt ongeveer 2823 huishoudens. Het aantal inwoners daalde in de periode 1991-2001 met 0,3% volgens cijfers uit de tienjaarlijkse volkstellingen van ISTAT.
| Jaar | Inwoneraantal |
| ---- | ------------- |
| 1991 | 5291          |
| 2001 | 5277          |

## Geografie
Ceriale grenst aan de volgende gemeenten: Albenga, Balestrino, Borghetto Santo Spirito, Cisano sul Neva, Toirano.

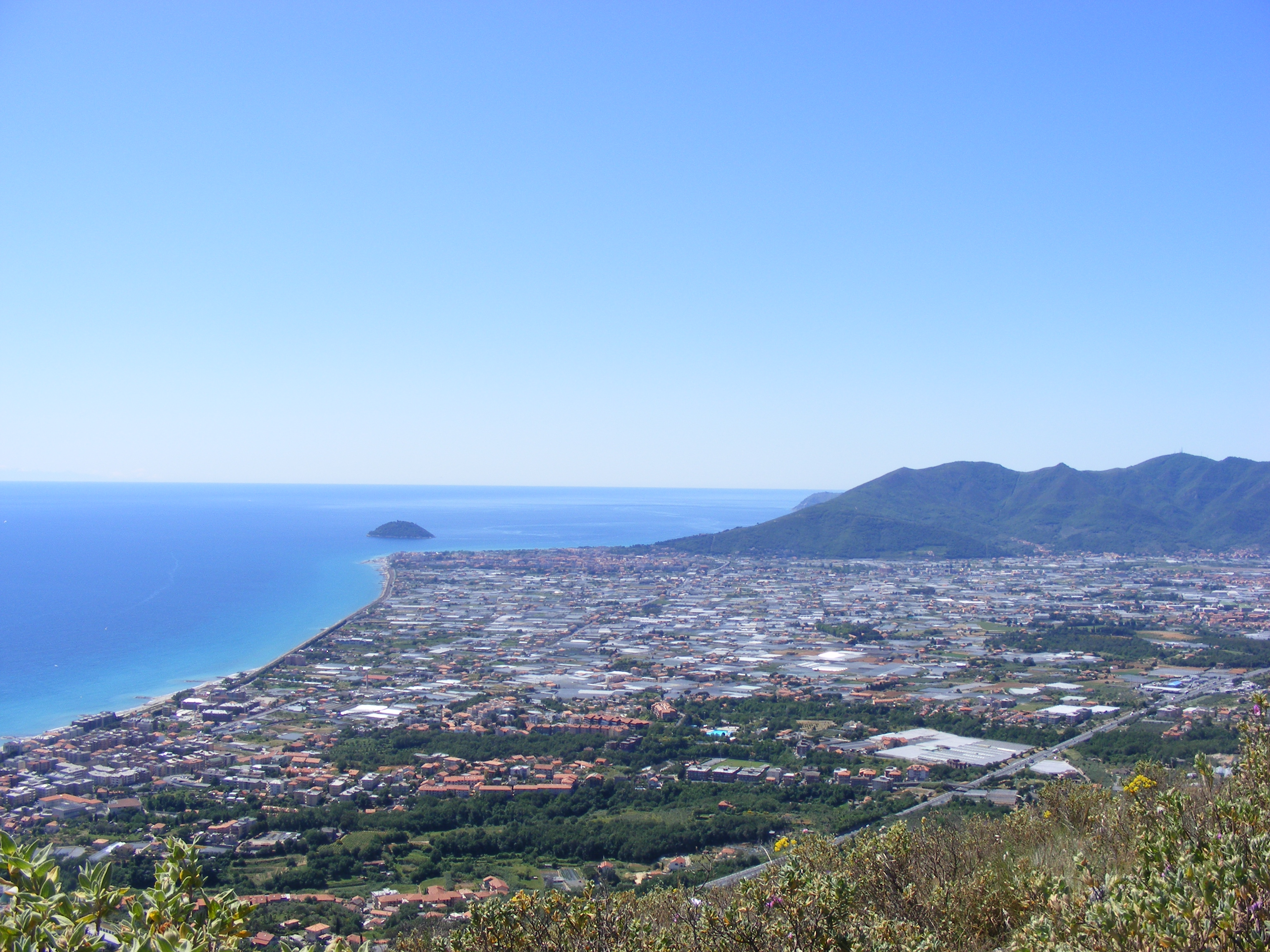
Overzicht stad Ceriale